# Eurométropole Tour 2016
L'Eurométropole Tour 2016, 76a edició de l'Eurométropole Tour, es va disputar el diumenge 2 d'octubre de 2016, entre Poperinge i Tournai, sobre un recorregut de 195,6 kilòmetres.

## Equips participants
| WorldTeams (6)- Etixx-Quick Step - FDJ - IAM Cycling - Lotto-Soudal - Katusha - Lotto NL-Jumbo Equips continentals professionals (4)- Cofidis, Solutions Crédits - Fortuneo-Vital Concept - Topsport Vlaanderen-Baloise - Wanty-Groupe Gobert Equips continentals (11)- Color Code-Arden'Beef - Crelan-Vastgoedservice - D'Amico Bottecchia - Leopard - Roubaix Métropole européenne de Lille - Superano Ham-Isorex - T.Palm-Pôle Continental Wallon - Team3M - Veranclassic-Ago - Verandas Willems - Wallonie Bruxelles-Group Protect |
| |

## Classificació final
| \| Classificació general \| Classificació general \| Classificació general \| Classificació general \| Classificació general \| \| Corredor \| Corredor \| Equip \| Temps \| \| \| --------------------- \| --------------------- \| --------------------------- \| --------------------- \| --------------------- \| \| 1r \| Dylan Groenewegen \| LottoNL-Jumbo \| 4h 12' 55" \| \| \| 2n \| Oliver Naesen \| IAM Cycling \| + 0" \| \| \| 3r \| Tom Boonen \| Etixx-Quick Step \| + 0" \| \| \| 4t \| Amaury Capiot \| Topsport Vlaanderen-Baloise \| + 0" \| \| \| 5è \| Florian Sénéchal \| Cofidis, Solutions Crédits \| + 0" \| \| \| 6è \| Nils Politt \| Katusha \| + 0" \| \| \| 7è \| Joeri Calleeuw \| Verandas Willems \| + 0" \| \| \| 8è \| Jens Debusschere \| Lotto-Soudal \| + 0" \| \| \| 9è \| Maarten Wynants \| LottoNL-Jumbo \| + 0" \| \| \| 10è \| Jürgen Roelandts \| Lotto-Soudal \| + 0" \| \| |                   |                             |            |
| |                   |                             |            |
| Fonts: ProCyclingStats Cycling Archives |                   |                             |            |
| Classificació general |                   |                             |            |
| Corredor | Corredor          | Equip                       | Temps      |
| 1r | Dylan Groenewegen | LottoNL-Jumbo               | 4h 12' 55" |
| 2n | Oliver Naesen     | IAM Cycling                 | + 0"       |
| 3r | Tom Boonen        | Etixx-Quick Step            | + 0"       |
| 4t | Amaury Capiot     | Topsport Vlaanderen-Baloise | + 0"       |
| 5è | Florian Sénéchal  | Cofidis, Solutions Crédits  | + 0"       |
| 6è | Nils Politt       | Katusha                     | + 0"       |
| 7è | Joeri Calleeuw    | Verandas Willems            | + 0"       |
| 8è | Jens Debusschere  | Lotto-Soudal                | + 0"       |
| 9è | Maarten Wynants   | LottoNL-Jumbo               | + 0"       |
| 10è | Jürgen Roelandts  | Lotto-Soudal                | + 0"       |